# Anglerne Annelus
Anglerne „Angie“ Annelus (* 10. Januar 1997 in Grandview) ist eine US-amerikanische Sprinterin, die sich auf den 200-Meter-Lauf spezialisiert hat.

## Sportliche Laufbahn
Erste internationale Erfahrungen sammelte Anglerne Annelus 2019 bei den U23-NACAC-Meisterschaften in Santiago de Querétaro, bei denen sie in 22,84 s die Goldmedaille im 200-Meter-Lauf gewann, wie auch mit der US-amerikanischen 4-mal-100-Meter-Staffel in 42,97 s. Als Dritte der US-Meisterschaften über 200 Meter qualifizierte sie sich über diese Distanz für die Weltmeisterschaften in Doha, bei denen sie mit 22,59 s im Finale den vierten Platz belegte.
2018 und 2019 wurde Annelus US-College-Meisterin im 200-Meter-Lauf sowie 2019 auch in der 4-mal-100-Meter-Staffel. Sie ist Studentin an der University of Southern California.

## Persönliche Bestzeiten
- 100 Meter: 11,06 s (+0,6 m/s), 6. Juni 2019 in Austin
  - 60 Meter (Halle): 7,29 s, 23. Februar 2019 in Seattle
- 200 Meter: 22,16 s (+1,3 m/s), 8. Juni 2019 in Austin
  - 200 Meter (Halle): 22,83 s, 15. Februar 2019 in Lubbock